# Централне силе
Централне силе, односно Савез централних сила, био је војни савез који су почевши од 1914. године чиниле Аустроугарска, Немачка и Турска, а 1915. године им се прикључила и Бугарска, од када је овај савез посао познат и као Четворни савез. Био је један од два главна војна савеза током Првог светског рата и борио се против сила Антанте. Савез се распао у јесен 1918. године.
Назив Централне силе потиче од тога што су чланице овог савеза у геополитичком смислу заузимале централни, односно средишњи положај, између Русије на истоку и Француске на западу.

## Настанак и развој савеза
Немачка и Аустроугарска су склопиле уговор о савезу 7. октобра 1879. године, да би им се 20. маја 1882. године прикључила Италија (Тројни савез). Италија је 1902. године склопила тајни уговор да не испуни своје обавезе у случају рата против Француске. Сматрала је, пошто је Аустроугарска објавила рат Србији, а не обрнуто, да није у обавези да испоштује војне обавезе. Италија је 23. маја 1915. године ушла у рат на страни Антанте.
Током избијања рата у Европи августа 1914. године, Турска је крајем октобра напала Русију што је изазвало објаву рата од стране Русије, Француске и Уједињеног Краљевства.
Бугарска, незадовољна поразом у Другом балканском рату, ушла је у рат на страни Централних сила напавши Србију у координисаној офанзиви са немачким и аустроугарским снагама октобра 1915. године.
Бугарска је била и прва земља која је потписала примирје са савезницима 29. септембар 1918. године, после успешног продора савезничких снага у Македонију. Турска је учинила исто 30. октобра, после британско-арапских успеха у Палестини и Сирији. Аустрија и новонастала Мађарска одвојено су потписале примирје током прве недеље новембра, а примирје са Немачком окончало је рат 11. новембра 1918. године, после пробоја белгијских, британских, француских и америчких снага у североисточној Француској и Белгији.

## Чланице савеза
- Аустроугарска
- Краљевина Бугарска
- Немачко царство
- Османско царство